# Amtsbezirk Hietzing
Der Amtsbezirk Hietzing war um die Mitte des 19. Jahrhunderts eine Verwaltungseinheit im Viertel unter dem Wienerwald in Niederösterreich.
Der Amtsbezirk war der Kreisbehörde in Wiener Neustadt unterstellt und besorgte deren Amtsgeschäfte vor Ort. Die Zuständigkeit erstreckte sich neben Hietzing auf die damaligen Gemeinden Altmannsdorf, Atzgersdorf, Baumgarten, Breitensee, Erlaa, Hacking, Hetzendorf, Hütteldorf, Kalksburg, Lainz, Liesing, Mauer, Penzing, Schönbrunn, Speising und St. Veit an der Wien.
Der Amtsbezirk umfasste dabei 17 Gemeinden mit 18.306 Einwohnern (lt. Zählung von 1851).